# Jean-Léonard Secousse
Pour les articles homonymes, voir Secousse.
Le chevalier Jean-Léonard Secousse (Paris, 21 janvier 1654 - Paris, 16 novembre 1711) est un juriste français.

## Biographie

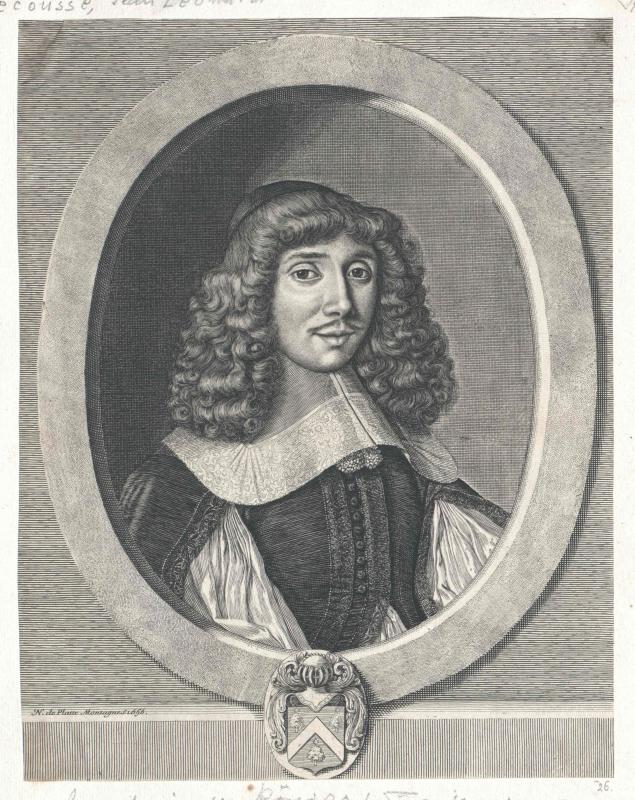
Gravure représentant Jean-Léonard Secousse.

Jean-Léonard Secousse est le fils de François Secousse, procureur de la cour au parlement de Paris, et d'Étiennette Corcessin, ainsi que le frère de François-Robert Secousse et le neveu de Jean-Marie Ricard.
Il est avocat au parlement de Paris en 1676 et devient l'avocat de la Compagnie des notaires en 1695.
Avocat-secrétaire du roi, il est le chef du conseil du duc de Maine, dont il est le conseiller et secrétaire.
Gendre de Jacques Lemire, procureur de la cour au parlement de Paris, il est le père de Denis-François Secousse et de Jean-François-Robert Secousse.

### Sources
- Jacques Le Long, Fevret de Fontette, Bibliothèque historique de la France, contenant le catalogue des ouvrages imprimés et manuscrits qui traitent de l'histoire de ce royaume ou qui y ont rapport, avec des notes critiques et historiques par feu Jacques Lelong, revue, corrigée et considérable, 1775